# OverTheDogs
OverTheDogs（オーバーザドッグス）は、日本のロックバンド。2002年、東京都にて結成。ファンの間での愛称は「オバ犬（おばけん）」。

## メンバー
- 恒吉 豊（1984年11月28日）Vo & Gt
- 星 英二郎（1983年5月26日）Key & Cho
- 杉本 義文　Gt
- 大野 真利　Dr

## 元メンバー
- 荻野 彰（1985年3月10日）Vo&Gt
- ちゃん (1984年6月20日) Key
- 田中 直貴（1980年10月15日）Dr
- 佐藤 ダイキ (1984年11月1日) Ba
- 樋口 三四郎 (1982年4月24日) Gt

## 略歴
2002年、同級生であった荻野彰 (Vo. & Gt.) 、佐藤ダイキ (Ba.) 、恒吉豊 (Dr.) の3人により東京・福生で結成。
2004年9月、1枚目のミニ・アルバム発売直後に荻野が事故で他界。恒吉豊がVo.転向、Gt.とDr.にサポートを迎える。幾度かのメンバー・チェンジを経て2006年3月、Gt.に樋口三四郎が加入
2007年、約1年間のライブ活動休止をし、多くのゲスト・ミュージシャンを迎えたフル・アルバム『福生ラバーソールレコード』を制作する（2000枚完売）。
2008年10月、星英二郎 (Key.) 、田中直貴 (Dr.) が加入。
2009年10月4日、新宿Marble初ワンマン（SOLD OUT）。
2010年4月4日、シングル「おとぎ話」をリリース（現在廃盤）。
2010年6月9日、インディーズ1枚目のアルバム『A STAR LIGHT IN MY LIFE』をWAIKIKI RECORDSよりリリース。
2010年6月19日、渋谷EGG MANワンマン（SOLD OUT）。
2010年12月15日、「メリーの奇跡」Amazon MP3にて無料配信（現在配信終了）。
2011年4月3日、渋谷WWWワンマン（SOLD OUT）、
2011年10月26日、プロデューサーとして亀田誠治、佐久間正英、いしわたり淳治を迎え、メジャーデビューアルバム『トケメグル』をFOGHORNよりリリース。
2011年11月11日、渋谷CLUB QUATTROワンマン。これをもって田中が脱退。以降サポートドラムを迎えて制作・ライブ活動を行う。
2012年3月14日、プロデューサーとして江口亮を迎え、ミニ・アルバム『トイウ、モノガ、アルナラ』をリリース。
2012年10月17日、メジャー1枚目のシングル「プレゼントの降る街」をリリース。
2012年11月7日、2枚目のアルバム『プレゼント』をリリース。
2013年10月上旬、メジャー2枚目のシングル「SECRET DIVE」をリリース。
2018年1月8日の自主企画イベントを最後に活動休止。同年11月には「水面下で活動再開」を報告したが、2021年9月22日をもって、毎年9月22日以外の活動を終了することを発表した。
2025年4月17日、公式Xにてメンバーチェンジ(Gt.樋口三四郎、Ba.佐藤ダイキの2名が脱退、Gt.杉本義文、Dr.大野真利の2名が加入)および活動再開を発表。[4]

## ディスコグラフィ

### シングル
|     | 発売日                   | タイトル               | 規格品番  | 収録曲 | 備考                          |
| --- | ------------------------ | ---------------------- | --------- | --- | ----------------------------- |
|     |                          | おとぎ話               | MTR-001   | 1. おとぎ話 2. サイレント 3. 君がこのまま | SOLD OUT                      |
| 1st | 2012年10月17日           | プレゼントの降る街     | MUCF-5001 | 1. プレゼントの降る街 2. マインストール | Dreamusic オリコン最高64位    |
| 2nd | 2013年10月2013年10月上旬 | SECRET DIVE            | WAKRD-109 | CD 1. SECRET DIVE 2. JOINT 3. あの娘が聴けるように 4. 一人戦隊ダイキマン DVD 1. SECRET DIVE（ミュージックビデオ） 2. Gt樋口三四郎のうまい棒を何本たべられるか（特典映像）                        | waikiki record ライブ会場限定 |
| 3rd | 2014年3月3日             | チーズヘッドフォンデュ | WAKRD-114 | CD 1. チーズヘッドフォンデュ 2. ことなかれ 3. SECRET DIVE～PianoDiveVer.～ 4. 桃色ダイキ吐息 DVD 1. チーズヘッドフォンデュ（ミュージックビデオ） 2. Gt樋口三四郎のひとりでかけるもん（特典映像） | waikiki record ライブ会場限定 |

### ミニアルバム
|     | 発売日         | タイトル                     | 規格品番  | 収録曲 | 備考                                                          |
| --- | -------------- | ---------------------------- | --------- | --- | ------------------------------------------------------------- |
| 1st | 2012年3月14日  | トイウ、モノガ、アルナラ     | MUCF-1002 | 1. 愛 2. オ・ワールド・インスピレーション 3. 儚々な 4. 映幻の花 5. スピカのことを 6. 星者の行進                                                            | Dreamusic オリコン最高102位 価格：￥1,500（tax in）           |
| 2nd | 2014年6月18日  | 冷やし中華以外、始めました。 | WAKRD-115 | 1. ココロデウス 2. パンダの名前に似た感情 3. 確信犯 4. 幸、安堵、ピース 5. うつらうつら 6. STAR ON MAGIC 7. 冷やし中華以外、始めました。[ボーナストラック] | waikiki record オリコン最高93位 価格：￥1,500（tax excluded） |
| 3rd | 2016年3月16日  | WORLD OF SNEEZER             | AK-0057   | 1. くしゃみ 2. 生ハム オン ザ メロン 3. ゆーどんせー 4. マシュマロガール 5. スイミングシミュレーション 6. 当たり前の事                                     | 価格：￥1,500（tax in）                                       |
| 4th | 2017年10月25日 | OVER THE DOGS                | OTDD-001  | 1. スターフィッシュストーリー 2. オーケストラ 3. パンフォーカス 4. 狂気でポップなラブソング 5. 無駄遣い 6. 恒星作家                                        | 価格：¥1,389(税抜価格)+税                                     |

### アルバム
|     | 発売日         | タイトル                | 規格品番  | 収録曲 | 備考                               |
| --- | -------------- | ----------------------- | --------- | --- | ---------------------------------- |
| 1st | 2010年6月9日   | A STAR LIGHT IN MY LIFE | MDTR-002  | 1. A STAR LIGHT IN MY LIFE 2. マルデメロス 3. みぎてひだて 4. サカナカナナニカナ 5. 彼女によろしく 6. 地球生命体 7. セロリは嫌い 8. 蟻と少年と内緒事 9. ロックンロールは簡単だ 10. もしも僕がシェフなら 11. 星に何万回 12. おとぎ話 13. ラバーボーイラバーガール 14. 最大幸愛数 | AIKIKI RECORDS/MODAN TIMES RECORDS |
| 2nd | 2011年10月26日 | トケメグル              | MUCF-1001 | 1. イッツ・ア・スモールワールド 2. カフカ 3. ななせ空を飛ぶ 4. 神様になれますように 5. さかさまミルク 6. 気まぐれしりとり 7. 普遍ソング 8. メテオ 9. なりみみ 10. つきもの 11. メクルの本 12. うた 13. 本当の未来は                                                             | Dreamusic オリコン最高103位        |
| 3rd | 2012年11月7日  | プレゼント              | MUCF-1003 | 1. ミスレル 2. チョコレート 3. どこぞの果て 4. プレゼントの降る街 5. 宙、2秒 6. 凡考性命紊 7. サイレント 8. 夜光列車 9. マインストール 10. ついで 11. 愛（album version） 12. カレーでおはよう                                                                                  | Dreamusic オリコン最高100位        |
| 4th | 2015年5月6日   | 君が使える魔法について  | LDRT-017  | 1. カウントダウン 2. もーまんたい 3. 「おはよう、いってきます。」 4. フォルティ 5. いち 6. JOY POP TO THE WORLD 7. 洗濯機と観覧車 8. FLASH BACKER 9. あししびレター 10. チーズヘッドフォンデュ 11. LOOPER 12. んで 13. 超距離電話 14. 君が使える魔法について                    | Line Drive Record オリコン最高98位 |

## ミュージックビデオ
| 監督         | 曲名                                                                                      |
| ひらのりょう | 「イッツ・ア・スモールワールド」                                                          |
| 深田綾希子   | 「本当の未来は (Live Ver.)」                                                              |
| 星英二郎     | 「マインストール」                                                                        |
| 森下征治     | 「プレゼントの降る街」「神様になれますように」                                            |
| 森松淳治     | 「愛」                                                                                    |
| 橋本胡桃     | 「みぎてひだりて」「サイレント」「おとぎ話」「マルデメロス」「ラバーボーイ ラバーガール」 |

## 主なライブ

### ワンマンライブ・主催イベント
- 2011年4月3日 - OverTheDogs ワンマンライブ「犬、船に乗る」
- 2011年8月17日・24日 - OverTheDogs企画「水曜日は中央線に乗って」
w/Lyu:Lyu/クリープハイプ/セカイイチ
- 2012年6月29日 - 30日 - OverTheDogs「トイウ、モノガ、アルナラ」レコ発ツアー
- 2013年1月19日 - 2月11日 - プレゼントの降るツアー
- 2013年1月19日 - OverTheDogs×フクザワ presents 秘密の2MAN LIVE!!
- 2013年9月1日 - 26日 - bomiとOverTheDogsの秋の冒険ツアー
- 2013年10月13日 - 11月6日 - OverTheDogs 秘密のDIVE!!! 秘密のLIVE!!! ワンワンワンマンツアー
- 2013年11月11日 - OverTheDogs 秘密のDIVE!!! 秘密のLIVE!!! ワンワンワンマンツアー "わんわんわんわんの日スペシャル"
- 2014年3月20日 - OverTheDogs限定シングル第2弾 「チーズヘッドフォンデュ」発売記念ワンマンライブ!
- 2014年5月30日・6月1日 - 「チーズヘッドフォンデュ」発売記念追加ワンマンライブ
- 2014年7月4日 - 18日 - あなたの心を燃やし中華ツアー2014 ～ドレスコードはヒヤチュウで～
- 2014年11月1日 - わんわんわんの日 Ba佐藤ダイキ 1st写真集「こんちくわ、世界。」 発売記念OverTheDogsワンマンライブ
- 2015年3月8日 - 28日 - OverTheDogs Presents 会場シングルFLASH BACKER & 「おはよう、いってきます。」発売記念 フラッシュバック、君と宙を舞うぞ!!ワンマンライブ
- 2015年5月15日 - 6月13日 - OverTheDogs Presentsアルバム「君が使える魔法について」発売記念ツアー 魔法ふりかけごはんツアー

### 出演イベント
- 2009年12月6日 - MARZ・Marble・Motion3会場1000人フェス Marble KENSUKE presents「ロックの向こう側FES 09」
- 2010年8月7日 - SUMMER SONIC 2010
- 2010年8月28日 - MEGANE ROCK COLOSSEUM Vol.1
- 2010年9月4日 - TOKYO BOOT UP! 2010
- 2010年9月5日 - RADIO BERRY ベリテンライブ2010
- 2010年12月14日 - OLDCODEX Presents OCD showcase
- 2010年12月26日 - スペースシャワー列伝 第82巻 ～維新(いしん)の宴～
- 2010年12月31日 - VINTAGE ROCK std. COUNTDOWN "GT2011"
- 2011年5月28日 - ROCKS TOKYO 2011
- 2011年6月17日 - The First Day
- 2011年8月13日 - SUMMER SONIC 2011
- 2011年8月20日 - Re:mix 2011
- 2011年8月31日 - 9月21日 - VINTAGE LEAGUE TOUR 2011 "small change"
- 2011年10月6日 - FLYING DRAGON -shibuya eggman 30th
- 2011年10月25日 - Golden Circle Vol.16 "ジュンスカ×ユニコーン"
- 2011年11月19日 - FM NORTH WAVE & WESS presents IMPACT!(Powered By Radio WE!)
- 2011年12月29日 - COUNTDOWN JAPAN 11/12
- 2011年12月31日 - VINTAGE ROCK std. COUNTDOWN "GT2012"
- 2012年2月23日〜03月10日 - スペースシャワー列伝 JAPAN TOUR 2012
- 2012年3月17日 - MUSIC CUBE 12
- 2012年3月20日 - SANUKI ROCK COLOSSEUM～BUSTA CUP 3rd round～
- 2012年5月26日 - OTODAMA'11-'12 ～ヤングライオン編～
- 2012年6月2日 - SAKAE SP-RING 2012
- 2012年7月15日 - LIVE GOW!!
- 2012年8月1日 - 夏のVIVA YOUNG! 5DAYS!! 2012 「若者は知っている。何を。人生を。」
- 2012年8月25日 - RockDaze!2012
- 2012年9月28日 - MUSIC LINXS vol.2
- 2012年10月9日 - チリヌルヲワカ/OverTheDogs
- 2012年10月12日 - MINAMI WHEEL 2012
- 2012年11月9日 - エレキレンタル vol.8
- 2012年11月18日・12月4日・05日 - Czecho No Republic【森の妖精6万匹TOUR】
- 2012年11月25日 - Dream Wars - Episode1 Attack of the Port
- 2012年12月7日 - SHIWASU WHEEL
- 2012年12月18日 - セカイイチ/OverTheDogs/SAKANAMON
- 2012年12月31日 - COUNTDOWN JAPAN 12/13
- 2013年3月16日 - HAPPY JACK 2013
- 2013年3月17日 - MUSIC CUBE 13
- 2013年3月18日 - RockDaze!外伝'13march
- 2013年5月5日 - Dirty Old Men「I and I」Tour 2013
- 2013年6月22日・30日 - グッドモーニングアメリカ企画フェス 「あっ、良いライブここにあります。2013」
- 2013年6月28日・29日 - ピロカルピン 1st Full Album Release Tour "太陽と月のキャラバン
- 2013年7月24日 - POWERFUL ENERGY FEVER!!～SPECIAL～
- 2013年8月1日 - 虎のご返杯 × 鶴の音返し
- 2013年8月16日 - アンモフライト ワンマンTOUR 2013 合言葉は"FLASH4"
- 2013年8月29日 - RADIO BERRY ベリテンライブ2013 ～HEAVEN'S ROCK Utsunomiya VJ-2～
- 2013年9月13日 - THEイナズマ戦隊 presents「NEO TIGER HOLE vol.4」
- 2013年9月14日 - MAX!! PARTY HARD!! vol.5
- 2013年9月16日 - Qaijff 6ヶ月企画 「for the future 0412」vol.3
- 2013年9月22日・23日 - AJISAI TOUR 2013「～決して鼓動は鳴りやまない～」
- 2013年10月7日・9日・10日 - Suede JAPAN TOUR 2013
- 2013年11月22日 - GIMMICK_SCULTツアーファイナルフラッシュ 【GMC学園vol.1学期～こんなセンコウに会いたかった～】
- 2013年12月6日 - 幻冬'13 ～Colorful Present～
- 2013年12月7日 - ODYSSEY MUSICATION ROCK FES.
- 2014年1月25日 - フクザワライブペイントツアーファイナル東京編だよ
- 2014年2月9日 - 福島OUT LINE kompas vol.2
- 2014年3月18日 - LIVE GOW!!vol.3
- 2014年5月7日・8日・10日・11日 - HaKU Pump Up The Riot TOUR 14
- 2014年8月7日 - KOBE Goodies Collection
- 2014年8月29日 - RADIO BERRY 20th ANNIVERSARY ベリテンライブ2014 ～HEAVEN'S ROCK Utsunomiya VJ-2～
- 2014年11月15日 - SUPERNOVA
- 2014年11月19日 - ファジーロジック主催「ファジコレ2014」
- 2014年12月19日 - Are You Lonely For Me Baby Vol,01
- 2015年1月24日 - shepherd presents "brand new parade vol.2"
- 2015年2月20日 - EMTG MUSIC presents 袖の下レコード×ぽわん合同企画「探せ!袖の下 」×「鳴らせ!袖の下」 対決バトル『サガソデ♪ナラソデ♪』Vol,2
- 2015年3月30日 - 下北沢屋根裏 presents 屋根裏 IS OVER
- 2015年4月4日・5日・7日 - 鶴47都道府県TOUR「Live & Soul」～もう、寂しい想いはさせたくない～
- 2015年4月17日・18日 - テスラは泣かない。「ONE」release tour "国境線上で唄う"
- 2015年6月25日 - Applicat Spectra presents 「ネコ座流星群 vo.5」
- 2015年7月2日 - Qaijff 1st. mini album「organism」release tour "after world"
- 2015年7月3日 - 「神戸VARIT.×ヴィレッジ ヴァンガード三宮」共同企画LIVE～縁繋～Vol.2
- 2015年7月4日 - 見放題2015
- 2015年7月18日 - V.V.ROCKS
- 2015年8月21日 - 福島街なか若者音楽活性化計画!Dealers Music Work vol.17
- 2015年8月24日 - RADIO BERRY ベリテンライブ2015 ～HEAVEN'S ROCK Utsunomiya VJ-2～
- 2015年9月26日 - 小田原イズム2015
- 2015年10月31日 - JOKA FES.2015 -福山城下音楽祭-
- 2015年11月1日・3日 - 見放題×下北沢にてTOUR2015～あのクリームシチューをもう一度～